# Csikóstőttős, Tolna
Csikóstőttős  este un sat în districtul Dombóvár, județul Tolna, Ungaria, având o populație de 875 de locuitori (2011). 

## Demografie
Componența etnică a satului Csikóstőttős
     Maghiari (86,94%)
     Germani (9,01%)
     Romi (2,93%)
     Necunoscut (0,79%)
     Croați (0,34%)
     Alții (0,79%)
Componența confesională a satului Csikóstőttős
     Fără religie (17,6%)
     Luterani (12,46%)
     Reformați (2,86%)
     Necunoscută (66,74%)
     Atei (0,34%)
     Alte religii (1,14%)
Conform recensământului din 2011, satul Csikóstőttős avea 875 de locuitori. Din punct de vedere etnic, majoritatea locuitorilor (86,94%) erau maghiari, existând și minorități de germani (9,01%) și romi (2,93%). Apartenența etnică nu este cunoscută în cazul a 0,79% din locuitori. Nu există o religie majoritară, locuitorii fiind persoane fără religie (17,6%), luterani (12,46%) și reformați (2,86%). Pentru 66,74% din locuitori nu este cunoscută apartenența confesională.